# Labastide-Murat
Labastide-Murat is een plaats en voormalige  gemeente in het Franse departement Lot in de regio Occitanie en telt 660 inwoners (2005). De plaats maakt deel uit van het arrondissement Gourdon. 

## Geschiedenis
De gemeente heette Labastide-Fortunière tot de naam op 15 april 1852 gewijzigd werd door keizer Napoleon III naar Labastide-Murat naar Joachim Murat er in 1767 geboren was.
Labastide-Murat is op 1 januari 2016 gefuseerd met de gemeenten Beaumat, Fontanes-du-Causse, Saint-Sauveur-la-Vallée en Vaillac tot de gemeente Cœur de Causse. 

## Geografie
De oppervlakte van Labastide-Murat bedraagt 27,7 km², de bevolkingsdichtheid is 23,8 inwoners per km².
De onderstaande kaart toont de ligging van Labastide-Murat met de belangrijkste infrastructuur en aangrenzende gemeenten.

## Demografie
Onderstaande figuur toont het verloop van het inwonertal.

## Geboren in Labastide-Murat
- Joachim Murat (1767-1815), zwager van Napoleon, koning van Napels